# Şemsettin Ünlü
 (juin 2024).
La mise en forme du texte ne suit pas les recommandations de Wikipédia : il faut le « wikifier ».
Les points d'amélioration suivants sont les cas les plus fréquents. Le détail des points à revoir est peut-être précisé sur la page de discussion.
- Les titres sont pré-formatés par le logiciel. Ils ne sont ni en capitales, ni en gras.
- Le texte ne doit pas être écrit en capitales (les noms de famille non plus), ni en gras, ni en italique, ni en « petit »…
- Le gras n'est utilisé que pour surligner le titre de l'article dans l'introduction, une seule fois.
- L'italique est rarement utilisé : mots en langue étrangère, titres d'œuvres, noms de bateaux, etc.
- Les citations ne sont pas en italique mais en corps de texte normal. Elles sont entourées par des guillemets français : « et ».
- Les listes à puces sont à éviter, des paragraphes rédigés étant largement préférés. Les tableaux sont à réserver à la présentation de données structurées (résultats, etc.).
- Les appels de note de bas de page (petits chiffres en exposant, introduits par l'outil «  Source ») sont à placer entre la fin de phrase et le point final[comme ça].
- Les liens internes (vers d'autres articles de Wikipédia) sont à choisir avec parcimonie. Créez des liens vers des articles approfondissant le sujet. Les termes génériques sans rapport avec le sujet sont à éviter, ainsi que les répétitions de liens vers un même terme.
- Les liens externes sont à placer uniquement dans une section « Liens externes », à la fin de l'article. Ces liens sont à choisir avec parcimonie suivant les règles définies. Si un lien sert de source à l'article, son insertion dans le texte est à faire par les notes de bas de page.
- La présentation des références doit suivre les conventions bibliographiques. Il est recommandé d'utiliser les modèles {{Ouvrage}}, {{Chapitre}}, {{Article}}, {{Lien web}} et/ou {{Bibliographie}}. Le mode d'édition visuel peut mettre en forme automatiquement les références.
- Insérer une infobox (cadre d'informations à droite) n'est pas obligatoire pour parachever la mise en page.

Pour une aide détaillée, merci de consulter Aide:Wikification.
Si vous pensez que ces points ont été résolus, vous pouvez retirer ce bandeau et améliorer la mise en forme d'un autre article.
Şemsettin Ünlü est un poète et écrivain turc,.
Il est né le 1er septembre 1928 à Harput, un district d'Elâzığ. Il est diplômé du lycée militaire de Kuleli en 1946 et de la Faculté des sciences administratives du METU, Département d'économie et de statistique en 1965. Il a servi dans les forces armées turques entre 1948 et 1970 et a pris sa retraite en tant que colonel. Après sa retraite, l'auteur a travaillé dans des institutions telles que TÜBİTAK, OYAK (Organisation de secours de l'armée) et GİMA. Il est décédé à Bursa le 17 août 2019,.
Şemsettin Ünlü a commencé sa vie artistique avec la poésie. Il publie des poèmes, des essais et des critiques dans diverses revues depuis 1950. Son premier poème, "Yalnızlık", a été publié dans le magazine Varlık en 1951. Après avoir travaillé pendant près de quarante ans dans la poésie, il se lance dans l'écriture de romans. Il a acquis sa véritable renommée grâce aux romans qu’il a écrits.
Son premier livre publié était un livre de poésie intitulé "Durur Bakar İbrahim (1977)". Son deuxième livre est "Dirlik Düzenlik Türküleri (1981)", qui est également un livre de poésie. L'auteur a rassemblé dans ces deux livres ses poèmes publiés dans des journaux et des magazines.
Les romans de l'auteur se déroulent pour la plupart dans la ville de Harpout. Il présente la culture, l'histoire, la géographie, les légendes et les chants folkloriques de Harpout en les combinant avec le sujet du roman. ''Yukarışehir", "Toprak Kurşun Geçirmez" et Yüz Uzun Yıl" sont des romans fluviaux appelés Roman-fleuve. Dans ces trois ouvrages, il décrit les évolutions de l’Empire ottoman entre 1856 et 1908 et les effets de ces évolutions dans une ville lointaine de l’empire.
L'auteur a essayé de créer un langage unique dans ses œuvres. Il préférait les phrases inversées afin de capter la poésie. Il utilise fréquemment la narration descriptive dans ses romans. Il a utilisé des mots locaux, des proverbes, des expressions idiomatiques et de vieux mots turcs utilisés dans la langue populaire. De plus, un aspect intéressant des romans de l’auteur est qu’il n’utilise jamais la conjonction "et" ne l'utilise pas.
Selon Şemsettin Ünlü, la conjonction "et" n'apporte rien d'autre qu'une facilité d'écriture et restreint les possibilités de réflexion de l'écrivain. Au lieu de Cela indique qu'il est plus correct d'utiliser une virgule,.

## Travaux
- Durur Bakar İbrahim (1976)
- Dirlik Düzenlik Türküleri (1980)
- Yukarışehir (1986)
- Toprak Kurşun Geçirmez (1988)
- Yüz Uzun Yıl (1993)
- İsmet Paşa’nın Ağır Topları (2003)
- Büyülü Değirmen (1998)
- Eksi Beş Kelaynak (2000)
- Romanların Dünyası (2004)